# سيلاس رايت

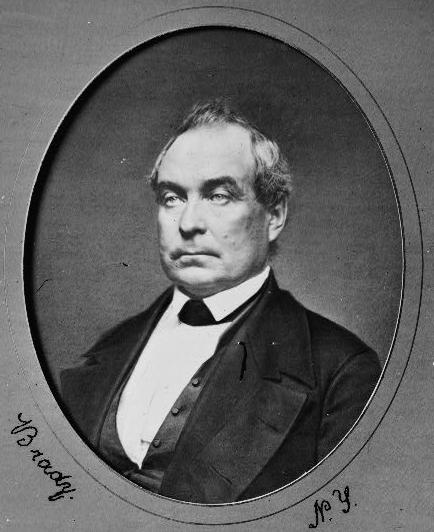
سيلاس رايت

وهو سياسي أمريكي ينتمي إلى الحزب الديموقراطي وحاكم ولاية نيويورك الأمريكية ولد سيلاس رايت في 24 أيار من سنة 1795 في ولاية ماساشوستس الأمريكية كان رايت عضوا في مجلس النواب الأمريكي ما بين الأعوام 1827 إلى عام 1829 وعضوا في مجلس الشيوخ الأمريكي ما بين الأعوام 1833 إلى عام 1844 كان سيلاس رايت حاكما على ولاية نيويورك الأمريكية ما بين الأول من شهر كانون الثاني - يناير من سنة 1845 إلى 31 كانون الأول - ديسمبر من سنة 1846 توفي سيلاس رايت في 27 آب من سنة 1847.

## روابط خارجية
- سيلاس رايت على موقع إن إن دي بي (الإنجليزية)